# Stemma della Polonia
Lo stemma della Polonia (in polacco Orzeł biały, "aquila bianca") rappresenta un'aquila d'argento (di colore bianco) con corona, artigli e becco d'oro, su scudo rosso.
L'attuale stemma è stato adottato il 9 febbraio 1990, quando fu ripristinata sulla testa dell'aquila la corona d'oro, rimossa dalle autorità comuniste durante la Repubblica Popolare di Polonia.

## Significato
Secondo la leggenda, l'aquila bianca ebbe origine quando Lech, il mitico fondatore della Polonia, vide il nido di un'aquila bianca e, considerandolo un buon augurio, fondò la città di Gniezno (gniazdo significa  nido). Quando l'aquila dispiegò le sue ali e si levò in cielo, un raggio di sole rosso da ponente colpì le sue ali, facendole apparire dorate; il restante era interamente bianco.

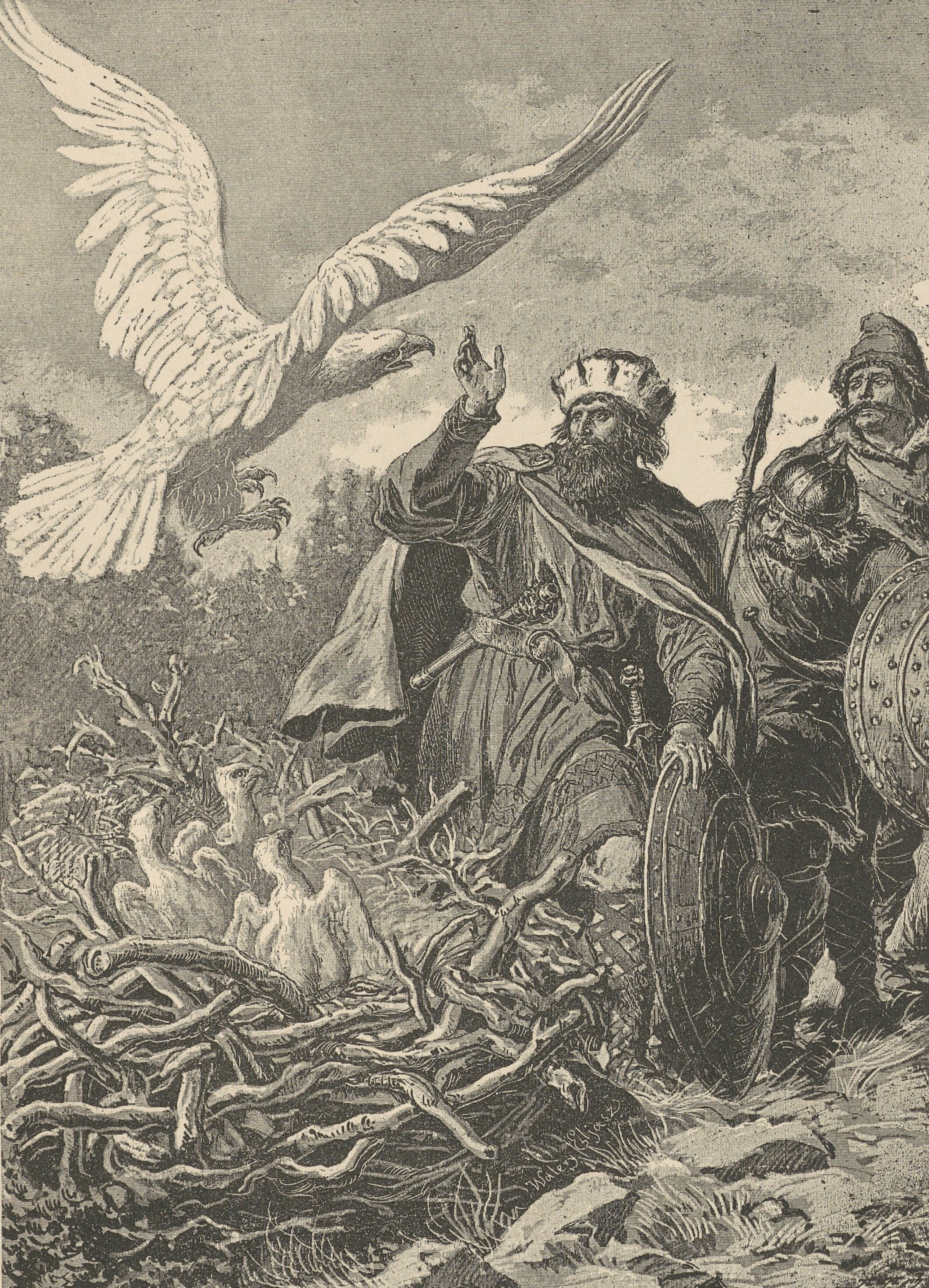
Lech
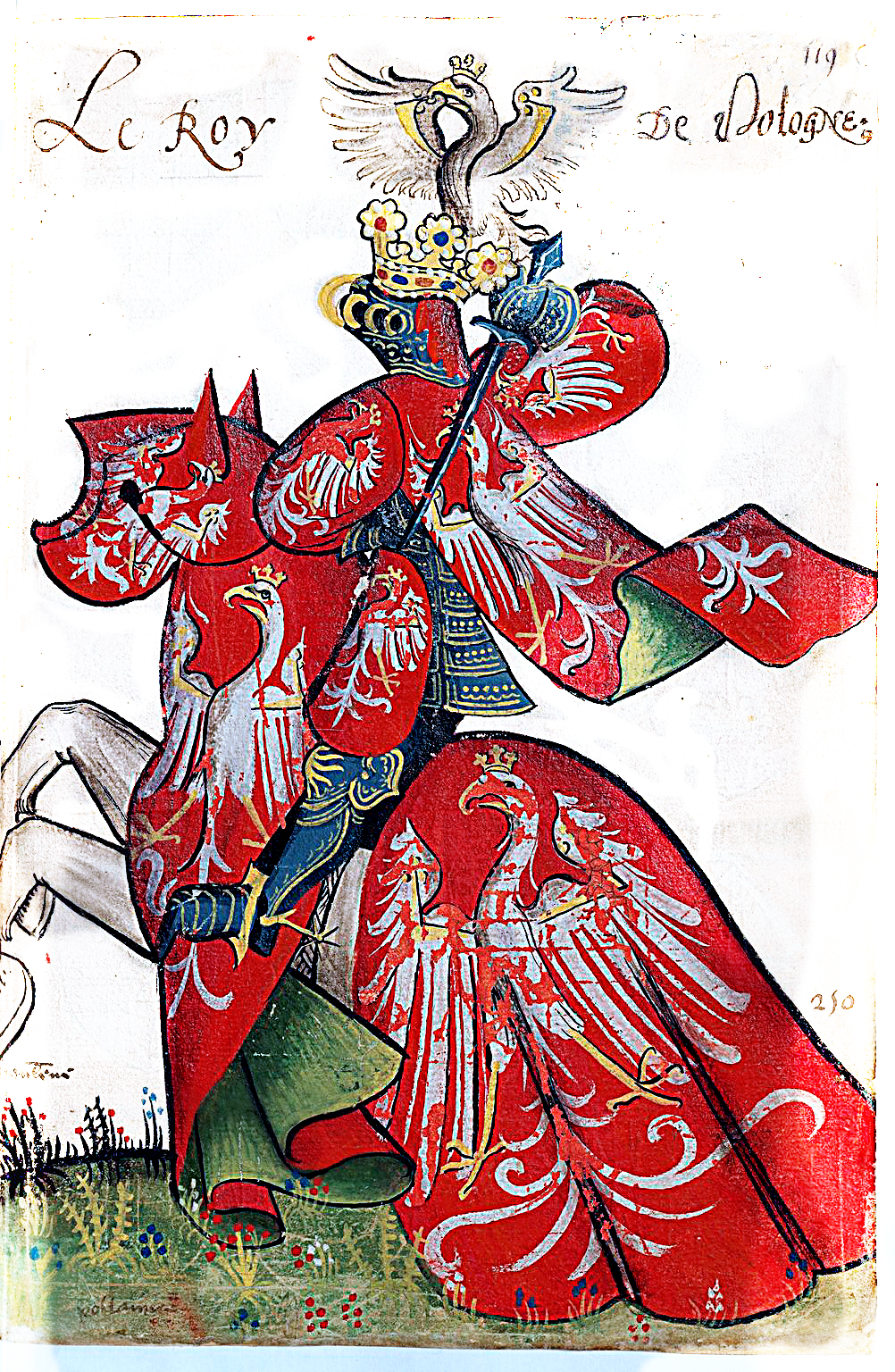
Re di Polonia in abbigliamento da torneo
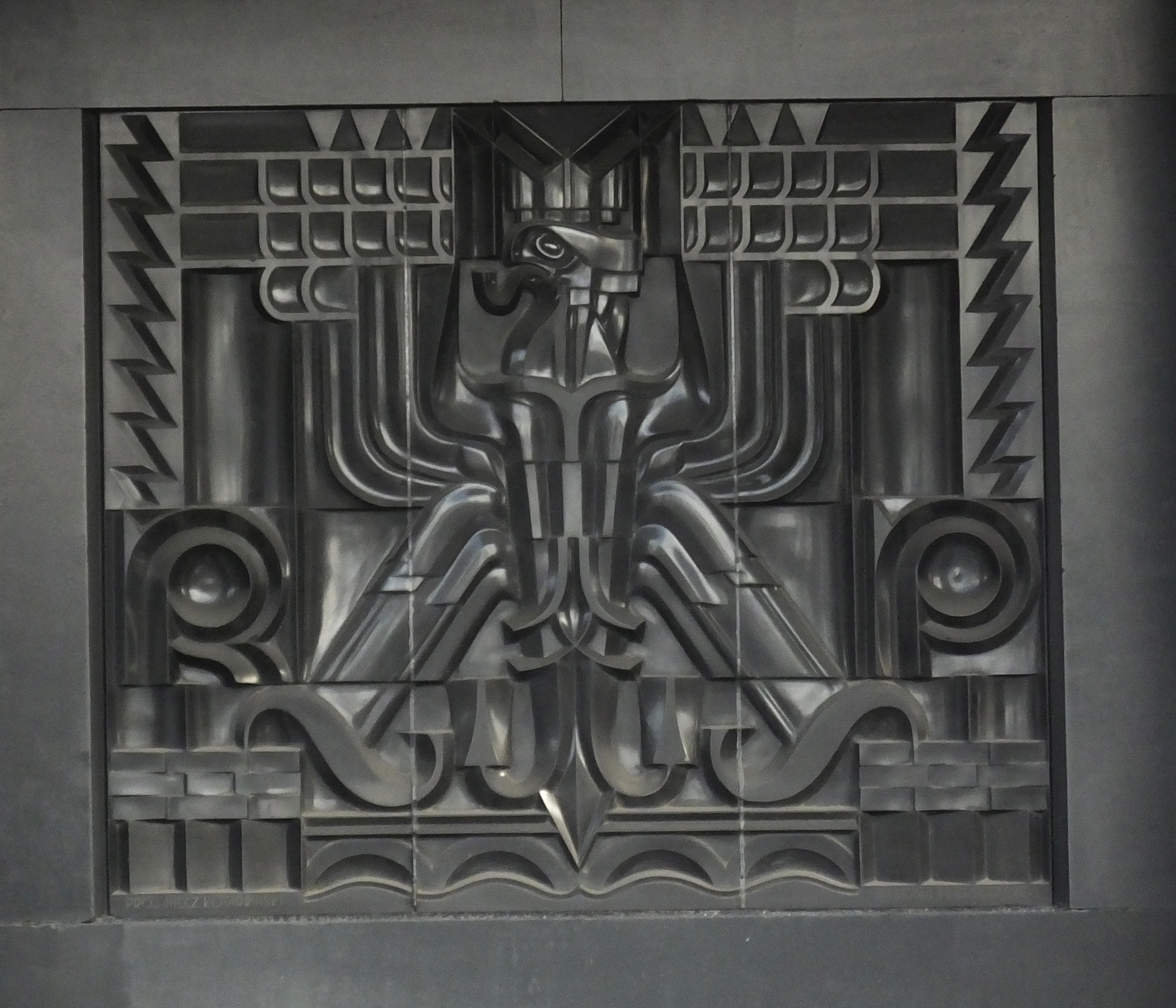
Rilievo in basalto con stemma polacco sulla facciata dell'edificio del Ministero dei Trasporti a Varsavia (1931). Stile art déco.

## Stemmi storici

Stemma della corona polacca
Confederazione polacco-lituana
Ducato di Varsavia
Rivolta di novembre
Rivolta di Cracovia
Rivolta di gennaio
Stemma del Regno di Polonia
1919-1927
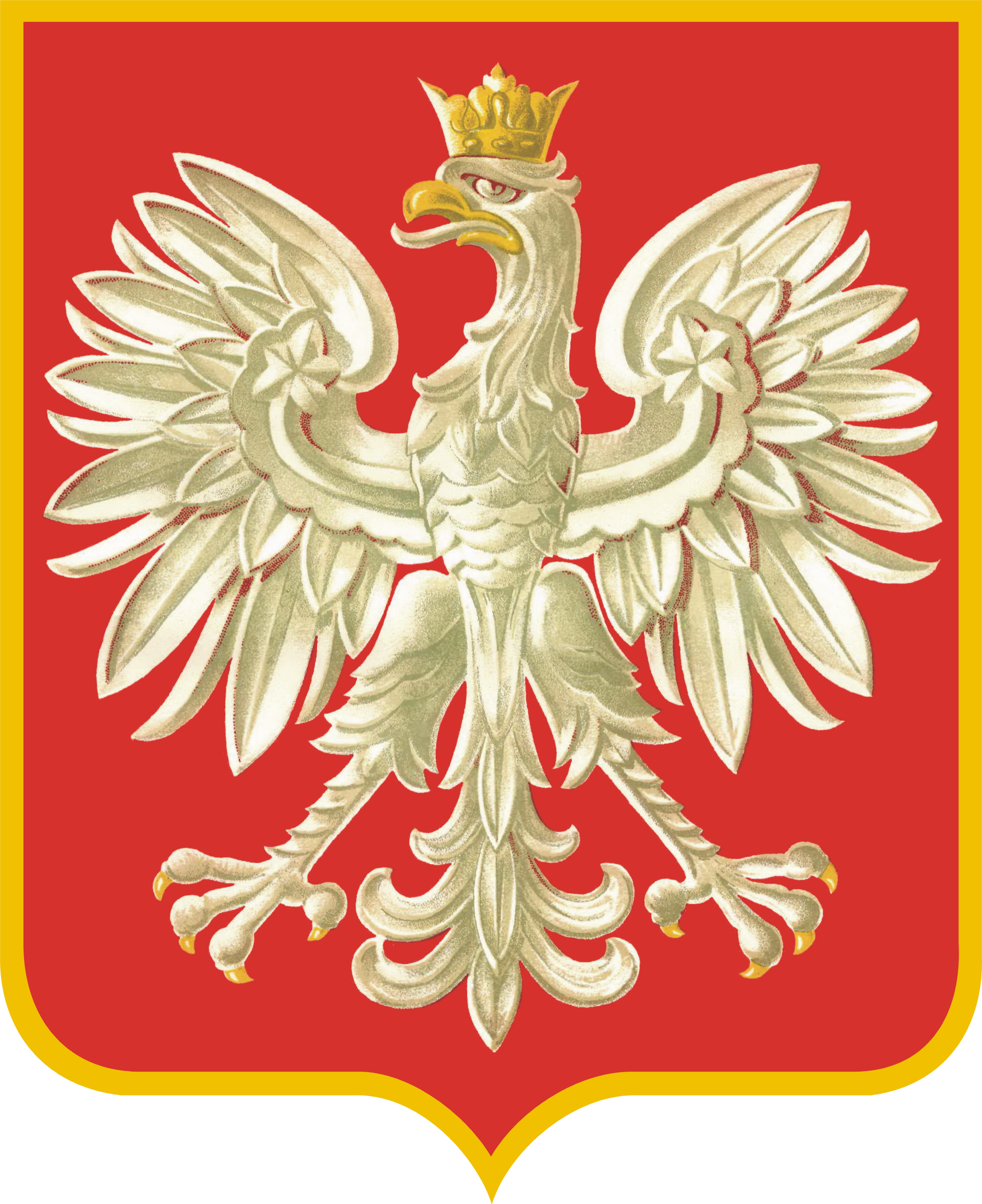
1927-1939
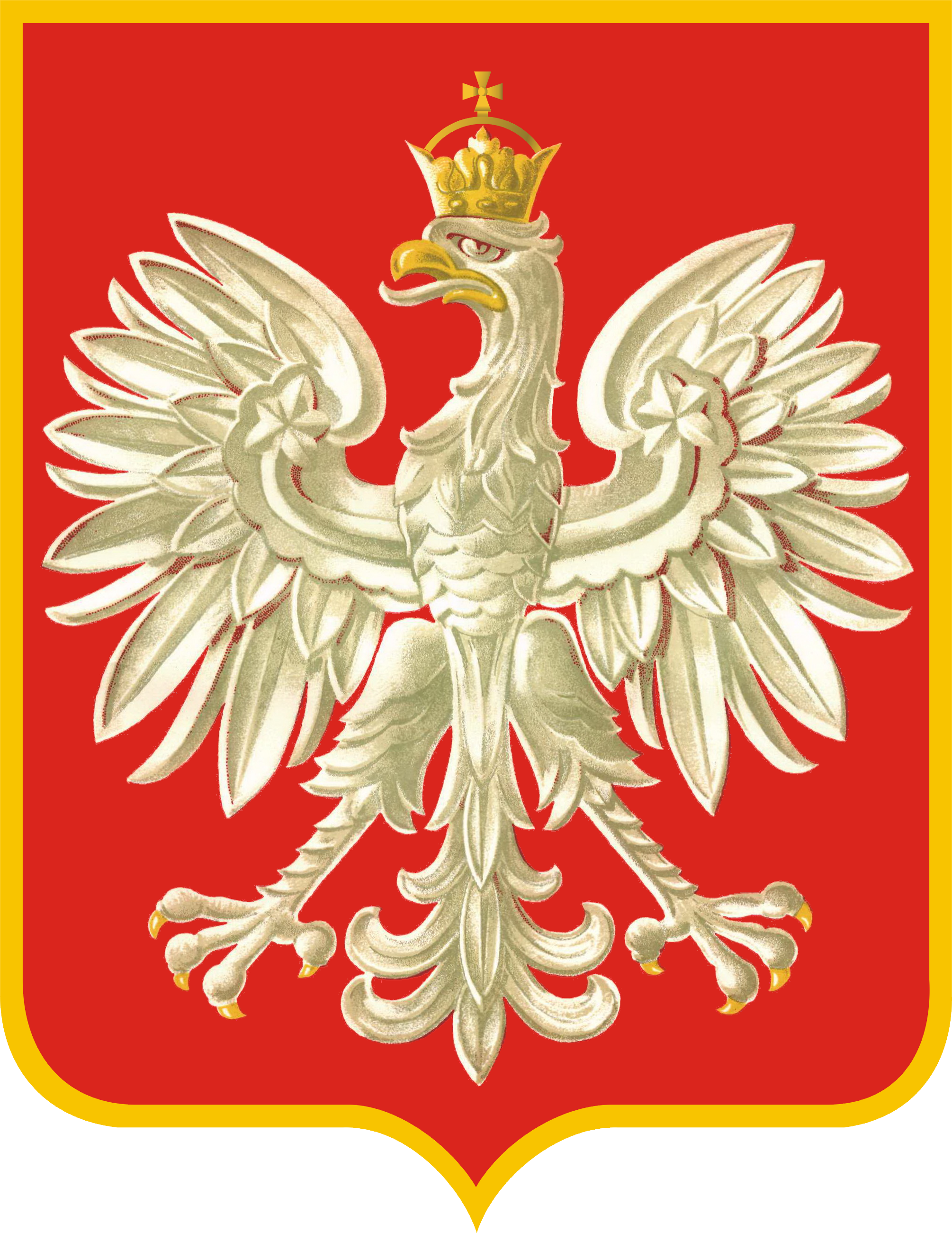
Stemma Governo polacco in esilio
1952-1989
1989-oggi